# Luiza
Luiza est une localité, chef-lieu de territoire de la province du Kasaï-Central en République démocratique du Congo.

## Géographie
Elle est située sur la route nationale RN 39 à 198 km au sud du chef-lieu provincial Kananga. 

## Administration
Chef-lieu de territoire de 24 198 électeurs recensés en 2018, la localité a le statut de commune rurale de moins de 80 000 électeurs, elle compte 7 conseillers municipaux en 2019.

## Population
Le dernier recensement de la population date de 1984,.
| 1984 | 2004   | 2012   |
| ---- | ------ | ------ |
| -    | 13 027 | 15 960 |

## Transports
L'aéroport de Luiza (en) (code IATA : LZA • code OACI : FZUG) et situé sur son territoire, dans le Nord-Ouest de sa zone urbaine.